# Lijst van langebaanschaatsbanen in Nederland
Dit is een lijst van alle langebaanschaatsbanen in Nederland die 'in gebruik' zijn. De schaatsbanen zijn onderverdeeld in 'officieel erkende ijsbanen' die voldoen aan de afmetingseisen van de ISU en 'niet officieel erkende ijsbanen'. De 'officieel erkende ijsbanen' hebben een standaardlengte van 400 m, ijsbanen van 333,33 m zijn ook officieel erkend. 
Nederland heeft 6 overdekte ijsbanen, 9 semi-overdekte banen, 3 openlucht-kunstijsbanen en 21 natuurijsbanen. Nederland is hiermee – samen met Noorwegen – het land met de meeste ijsbanen. In onderstaande tabel staat een lijst van alle ijsbanen, de gegevens zijn gebaseerd op de online database Speed Skating News.

## 'Officieel' erkende ijsbanen
| Provincie     | Plaats        | Baan                              | Hoogte (NAP) | Geopend in | Type ijs  | Type baan     |                      | status ijsbaan          |
| ------------- | ------------- | --------------------------------- | ------------ | ---------- | --------- | ------------- | -------------------- | ----------------------- |
| Flevoland     | Dronten       | Leisure World Ice Center          | 3            | 1998       | Kunstijs  | Overdekt      | [ 1 ]                | de ijsbaan is opgeheven |
| Friesland     | Heerenveen    | Thialf                            | 0,4          | 1986       | Kunstijs  | Overdekt      | [ 2 ]                |                         |
| Friesland     | Leeuwarden    | Elfstedenhal                      | 0            | 2015       | Kunstijs  | Overdekt      | [ 3 ]                |                         |
| Gelderland    | Nijmegen      | Triavium*                         | 13,0         | 1999       | Kunstijs  | Overdekt      | [ 4 ]                |                         |
| Noord-Brabant | Tilburg       | Ireen Wüst IJsbaan                | 14,2         | 2009       | Kunstijs  | Overdekt      | [ 5 ]                |                         |
| Overijssel    | Enschede      | IJsbaan Twente                    | 27           | 2008       | Kunstijs  | Overdekt      | [ 6 ]                |                         |
| Zuid-Holland  | Rotterdam     | Schaatsbaan Rotterdam             | -2           |            | Kunstijs  | Overdekt      |                      |                         |
| Groningen     | Groningen     | Kardinge                          | -0,6         | 1993       | Kunstijs  | Semi-overdekt | [ 7 ]                |                         |
| Noord-Brabant | Breda         | Kunstijsbaan Breda                | 5            | 2001       | Kunstijs  | Semi-overdekt | [ 8 ]                |                         |
| Noord-Brabant | Eindhoven     | IJssportcentrum Eindhoven         | 17,6         | 2000       | Kunstijs  | Semi-overdekt | [ 9 ]                |                         |
| Noord-Holland | Alkmaar       | De Meent                          | 0,1          | 2000       | Kunstijs  | Semi-overdekt | [ 10 ]               |                         |
| Noord-Holland | Haarlem       | Kunstijsbaan Kennemerland         | -0,2         | 2006       | Kunstijs  | Semi-overdekt | [ 11 ]               |                         |
| Noord-Holland | Hoorn         | De Westfries                      | 0,9          | 2006       | Kunstijs  | Semi-overdekt | [ 12 ]               |                         |
| Overijssel    | Deventer      | De Scheg                          | 6,0          | 1992       | Kunstijs  | Semi-overdekt | [ 13 ]               |                         |
| Utrecht       | Utrecht       | Vechtsebanen                      | 0,1          | 1997       | Kunstijs  | Semi-overdekt | [ 14 ]               |                         |
| Zuid-Holland  | Den Haag      | De Uithof                         | -0,4         | 1989       | Kunstijs  | Semi-overdekt | [ 15 ]               |                         |
| Flevoland     | Biddinghuizen | FlevOnice                         | -3           | 2007       | Kunstijs  | Openlucht     |                      | de ijsbaan is opgeheven |
| Limburg       | Geleen        | Glanerbrook                       | 61           | 1988       | Kunstijs  | Openlucht     | [ 16 ]               |                         |
| Noord-Holland | Amsterdam     | Jaap Edenbaan                     | -5,1         | 1961       | Kunstijs  | Openlucht     | [ 17 ]               |                         |
| Drenthe       | Nieuw-Buinen  | IJsbaan Nieuw-Buinen*             | 7            | 2018       | Natuurijs | Openlucht     |                      |                         |
| Drenthe       | Veenoord      | IJsbaan Veenoord                  | 15           |            | Natuurijs | Openlucht     |                      |                         |
| Friesland     | Wolvega       | Combinatiebaan ijsclub Lindenoord |              |            | Natuurijs | Openlucht     | [ 18 ]               |                         |
| Gelderland    | Arnhem        | Skeeler- en ijsbaan 't Cranevelt  | 75           | 1994       | Natuurijs | Openlucht     | [ 19 ]               |                         |
| Gelderland    | Neede         | IJsbaan de Kooweide               |              | 1982       | Natuurijs | Openlucht     | [ 20 ]               |                         |
| Gelderland    | Oldebroek     | IJsbaan De Koele                  |              |            | Natuurijs | Openlucht     | [ 21 ]               |                         |
| Gelderland    | Oosterbeek    | IJs- en skeelerbaan Hartenstein   | 51           | 1995       | Natuurijs | Openlucht     | [ 22 ] [ 23 ] [ 24 ] |                         |
| Gelderland    | Ede           | Schuttersveld                     | 12           | 1990       | Natuurijs | Openlucht     | [ 25 ]               |                         |
| Groningen     | Noordlaren    | IJsbaan Noordlaren*               | 6            | 1997       | Natuurijs | Openlucht     |                      |                         |
| Noord-Brabant | Stevensbeek   | IJsbaan Stevensbeek               | 18           | 1995       | Natuurijs | Openlucht     |                      |                         |
| Noord-Brabant | Moergestel    | IJsbaan Moergestel                | 10           | 2011       | Natuurijs | Openlucht     |                      |                         |
| Noord-Brabant | Schijndel     | Leemputbaan                       |              |            | Natuurijs | Openlucht     | [ 26 ]               |                         |
| Overijssel    | Gramsbergen   | Combibaan Gramsbergen             | 9            |            | Natuurijs | Openlucht     |                      |                         |
| Overijssel    | Haaksbergen   | Combibaan Scholtenhagen           | 25           | 2008       | Natuurijs | Openlucht     | [ 27 ]               |                         |
| Overijssel    | Goor          | IJsbaan 't Slag                   |              |            | Natuurijs | Openlucht     | [ 28 ]               |                         |
| Overijssel    | Stokkum       | IJsbaan de Zilvermeeuw            |              | 1960       | Natuurijs | Openlucht     | [ 29 ] [ 30 ]        |                         |
| Overijssel    | Vriezenveen   | IJsbaan ijsclub Vooruit           |              | 1893       | Natuurijs | Openlucht     | [ 31 ]               |                         |
| Overijssel    | Wierden       | Sportpark ’t Lageveld             |              | 2013       | Natuurijs | Openlucht     |                      |                         |
| Zuid-Holland  | Ammerstol     | IJsbaan de Vooruitgang Ammerstol  | -2           | 1978       | Natuurijs | Openlucht     | [ 32 ]               |                         |
| Zuid-Holland  | Oudenhoorn    | IJsbaan Oudenhoorn                | -1           |            | Natuurijs | Openlucht     |                      |                         |
| Zuid-Holland  | Puttershoek   | Kees Verkerkbaan                  | -1,5         | 2017       | Natuurijs | Openlucht     |                      |                         |
| Zuid-Holland  | Schipluiden   | IJsbaan ijsclub Vlietland         |              |            | Natuurijs | Openlucht     | [ 33 ] [ 34 ] [ 35 ] |                         |

| * | Baanlengte is 333 meter in plaats van 400 meter |

## Niet 'officieel' erkende ijsbanen
| Provincie    | Plaats      | Baan                | Hoogte (NAP) | Geopend in | Type ijs  | Type baan | Lengte   |                      |
| ------------ | ----------- | ------------------- | ------------ | ---------- | --------- | --------- | -------- | -------------------- |
| Zuid-Holland | Zoetermeer  | Silverdome          | 8            | 2011       | Kunstijs  | Overdekt  | 250m     | [ 36 ]               |
| Zuid-Holland | Leiden      | IJshal de Vliet     |              | 2023       | Kunstijs  | Overdekt  | 250m     | [ 37 ]               |
| Zuid-Holland | De Lier     | Piet Keijzerbaan    |              |            | Natuurijs | Openlucht | 70 x 90m | [ 38 ] [ 39 ] [ 40 ] |
| Overijssel   | Hengevelde  | IJsbaan Hengevelde  |              |            | Natuurijs | Openlucht | ??       |                      |
| Overijssel   | Delden      | IJsbaan Twickel     |              | 1927       | Natuurijs | Openlucht | ??       | [ 42 ] [ 43 ]        |
| Overijssel   | Bornerbroek | IJsbaan 't Linschot |              |            | Natuurijs | Openlucht | ??       | [ 44 ] [ 45 ]        |

## Voormalige ijsbanen
| Provincie     | Plaats        | Baan                           | Hoogte (NAP) | Geopend in | Gesloten in | Type ijs  | Type baan     | Opvolger                                  |        |
| ------------- | ------------- | ------------------------------ | ------------ | ---------- | ----------- | --------- | ------------- | ----------------------------------------- | ------ |
| Flevoland     | Biddinghuizen | FlevOnice                      | -3           | 2007       | 2020        | Kunstijs  | Openlucht     |                                           | [ 46 ] |
| Drenthe       | Assen         | De Bonte Wever                 | 10,5         | 1993       | 2016        | Kunstijs  | Semi-overdekt |                                           | [ 47 ] |
| Friesland     | Heerenveen    | Thialf (buitenbaan)            | 0,4          | 1892       | 1966        | Natuurijs | Openlucht     | Thialf (buitenbaan)                       | [ 48 ] |
| Friesland     | Heerenveen    | Thialf (buitenbaan)            | 0,4          | 1967       | 1986        | Kunstijs  | Openlucht     | IJsstadion Thialf                         | [ 49 ] |
| Groningen     | Groningen     | IJsstadion Stadspark Groningen | 1            | 1970       | 1993        | Kunstijs  | Openlucht     | Kardinge                                  | [ 50 ] |
| Noord-Brabant | Eindhoven     | Kunstijsbaan Eindhoven         | 18           | 1970       | 2000        | Kunstijs  | Openlucht     | IJssportcentrum Eindhoven                 | [ 51 ] |
| Noord-Holland | Alkmaar       | De Meent (openlucht)           | 0,1          | 1972       | 2000        | Kunstijs  | Openlucht     | De Meent                                  | [ 52 ] |
| Noord-Holland | Amsterdam     | Linnaeus kunstijsbaan          | 1            | 1917       | 1937        | Kunstijs  | Openlucht     |                                           | [ 53 ] |
| Noord-Holland | Amsterdam     | Olympisch Stadion              | 1            | 1940       | 1940        | Kunstijs  | Openlucht     |                                           | [ 54 ] |
| Noord-Holland | Haarlem       | Kunstijsbaan Kennemerland      | 2            | 1977       | 2005        | Kunstijs  | Openlucht     | Kunstijsbaan Kennemerland (semi-overdekt) | [ 11 ] |
| Overijssel    | Deventer      | IJsselstadion                  | 5            | 1962       | 1992        | Kunstijs  | Openlucht     | De Scheg                                  | [ 55 ] |
| Utrecht       | Utrecht       | De Vechtsebanen (openlucht)    | 0,1          | 1970       | 1997        | Kunstijs  | Openlucht     | De Vechtsebanen                           | [ 56 ] |
| Zuid-Holland  | Den Haag      | De Uithof (openlucht)          | -0,4         | 1972       | 1989        | Kunstijs  | Openlucht     | De Uithof                                 | [ 57 ] |
| Zuid-Holland  | Leiden        | Ton Menken-ijshallen           |              | 1976       | 2023        | Kunstijs  | Overdekt      | IJshal de Vliet                           | [ 57 ] |

## Statistieken
| Provincie     | Overdekt | Semi-overdekt | Openlucht-kunstijs | Openlucht-natuurijs | Totaal |
| ------------- | -------- | ------------- | ------------------ | ------------------- | ------ |
| Overijssel    | 1        | 1             | -                  | 5                   | 7      |
| Noord-Brabant | 1        | 2             | -                  | 3                   | 6      |
| Gelderland    | 1        | -             | -                  | 5                   | 6      |
| Zuid-Holland  | 1        | 1             | -                  | 4                   | 6      |
| Noord-Holland | -        | 3             | 1                  | -                   | 4      |
| Friesland     | 2        | -             | -                  | 1                   | 3      |
| Flevoland     | 1        | -             | 1                  | -                   | 2      |
| Groningen     | -        | 1             | -                  | 1                   | 2      |
| Drenthe       | -        | -             | -                  | 2                   | 2      |
| Utrecht       | -        | 1             | -                  | -                   | 1      |
| Limburg       | -        | -             | 1                  | -                   | 1      |
| Zeeland       | -        | -             | -                  | -                   | 0      |
| Totaal        | 7        | 9             | 3                  | 21                  | 40     |